# Brændt
Brændt ist ein Lied der dänischen Sängerin Lis Sørensen aus dem Jahr 1993, das von Scott Cutler, Anne Preven und Elisabeth Gjerluff Nielsen geschrieben wurde. Nach einer ersten, englischen Version im Jahr 1995 durch die Band Ednaswap versuchte sich die Norwegerin Trine Rein 1996 an dem Titel, jedoch wurde er erst 1997 durch Natalie Imbruglia unter dem Namen Torn weltweit erfolgreich.

## Geschichte
1993 schrieben der Produzent und Musiker Phil Thornalley (zeitweilig Bassist der Band The Cure), Anne Preven und Scott Cutler das Lied. Preven und Cutler sahen ihn für ihre im Entstehen begriffene Band Ednaswap vor, auf deren selbstbetitelten Debütalbum er 1993 erschien, außerdem im Folgejahr auf ihrer EP Chicken, beides jedoch ohne kommerziellen Erfolg. Bereits zuvor hatte Cutler den Song an EMI-Mitarbeiter Poul Bruun geschickt, der ihn für Lis Sørensens Album Under stjernerne et sted (1993) auswählte, auf dem er in dänischer Übersetzung (Brændt) herauskam und sich zu einem lokalen Radio-Hit entwickelte. Später arbeiteten Bruun und Thornalley mit der norwegischen Sängerin Trine Rein zusammen, deren Version von Torn ihr 1996 den Durchbruch in Dänemark brachte und auch in anderen europäischen und asiatischen Ländern im Radio gespielt wurde.
Im Text des Songs ist die Protagonistin von ihrem Geliebten enttäuscht, nachdem er sich charakterlich stark verändert hat.

## Coverversion von Natalie Imbruglia
1997 coverte Natalie Imbruglia Torn auf ihrem Album Left of the Middle, es wurde am 27. Oktober 1997 vor dem Album veröffentlicht und gehört zu den wenigen von Imbruglia veröffentlichten Titeln, an denen sie nicht als Songwriterin beteiligt war. Das der Musikrichtung Pop-Rock entsprechende Cover, die Reins Version sehr ähnelt und erneut von Thornalley produziert wurde, machte den Song jedoch weltweit bekannt.

### Musikvideo
Die Regie des am 25. Oktober 1997 gedrehten Musikvideos führte Alison Maclean. Als Kulisse dient eine Wohnungseinrichtung und der Blickwinkel der Kamera ist unverändert. Die tragenden Rollen im Video spielen Natalie Imbruglia und Jeremy Sheffield, die in der Kulisse umherlaufen, sich berühren, sich streiten und rumalbern. Dabei greift das Film-Crew in die Handlung ein und korrigiert beispielsweise die Position der Darsteller. Gegen Ende des Videos werden die Kulissen demontiert.
Bei MTV8 wurde es zum Zweitbesten Video allerzeiten geehrt.

### Chartplatzierungen
In Deutschland schaffte es Torn als erster Charthit von Imbruglia auf Rang vier der Singlecharts und platzierte sich zehn Wochen in den Top 10 und 24 Wochen in den Charts. Imbruglia schaffte es in ihrer Karriere mit drei Singles in die deutschen Charts, wobei sich keine davon höher oder länger in den Charts platzieren konnte als Torn. In den deutschen Airplaycharts schaffte es das Lied für vier Wochen an die Chartspitze.
In Dänemark, Belgien, Kanada, Spanien und Schweden wurde er ein Nummer-1-Hit. Im Vereinigten Königreich und Australien erreichte er jeweils Platz 2 der Charts und Platinstatus. Im Jahr seines Erscheinens war Torn der meistgespielte Song im britischen Radio, in Australien blieb er es für die folgenden zwanzig Jahre. In den Vereinigten Staaten veröffentlichte RCA den Song nicht als Single, um den Verkauf des Albums zu fördern, er platzierte sich aber unter anderem 14 Wochen auf Platz eins der US Billboard Radio Play Charts. Torn blieb Imbruglias bekanntester Titel und war so erfolgreich, dass sie häufig als „One-Hit-Wonder“ bezeichnet wird, obwohl sie insgesamt mehr als 10 Millionen Alben verkauft hat.
| ChartsChartplatzierungen       | Höchstplatzierung | Wochen |
| ------------------------------ | ----------------- | ------ |
| Australien (ARIA)              | 2 (20 Wo.)        | 20     |
| Deutschland (GfK)              | 4 (24 Wo.)        | 24     |
| Österreich (Ö3)                | 3 (15 Wo.)        | 15     |
| Schweiz (IFPI)                 | 2 (26 Wo.)        | 26     |
| Vereinigte Staaten (Billboard) | 42 (31 Wo.)       | 31     |
| Vereinigtes Königreich (OCC)   | 2 (21 Wo.)        | 21     |

| ChartsJahrescharts (1998) | Platzierung |
| ------------------------- | ----------- |
| Australien (ARIA)         | 37          |
| Deutschland (GfK)         | 24          |
| Österreich (Ö3)           | 26          |
| Schweiz (IFPI)            | 7           |

### Auszeichnungen für Musikverkäufe
| Land/Region                  | Auszeichnungen für Musikverkäufe (Land/Region, Auszeichnung, Verkäufe) | Verkäufe  |
| ---------------------------- | ---------------------------------------------------------------------- | --------- |
| Australien (ARIA)            | Platin                                                                 | 70.000    |
| Belgien (BRMA)               | Platin                                                                 | 50.000    |
| Dänemark (IFPI)              | Platin                                                                 | 90.000    |
| Deutschland (BVMI)           | Gold                                                                   | 250.000   |
| Frankreich (SNEP)            | Gold                                                                   | 250.000   |
| Italien (FIMI)               | Platin                                                                 | 100.000   |
| Neuseeland (RMNZ)            | 3× Platin                                                              | 90.000    |
| Niederlande (NVPI)           | Gold                                                                   | 50.000    |
| Norwegen (IFPI)              | Gold                                                                   | 10.000    |
| Schweden (IFPI)              | Platin                                                                 | 30.000    |
| Schweiz (IFPI)               | Gold                                                                   | 25.000    |
| Spanien (Promusicae)         | 2× Platin                                                              | 120.000   |
| Vereinigtes Königreich (BPI) | 4× Platin                                                              | 2.400.000 |
| Insgesamt                    | 5× Gold · 14× Platin ·                                                 | 3.535.000 |

## Weitere Coverversionen
- 1996: Trine Rein
- 2003: Royal Philharmonic Orchestra
- 2013: Glee  (Lea Michele)
- 2014: Hands Like Houses
- 2015: One Direction[30]
- 2018: Neck Deep
- 2023: Ana Kohler
- 2023: Kontrollverlust